# 科文頓 (喬治亞州)
科溫頓（英語：Covington）是一個位於美國喬治亞州牛頓縣的城市。根據2010年美國人口普查，該地人口為13118人，而該地的面積約為35.90平方千米。同時該地也是牛頓縣的縣治。

## 地理
科溫頓的座標為33°36′00″N 83°52′00″W / 33.60000°N 83.86667°W，而該地的平均海拔高度為226米（即741英尺）。